# Mycetophila pseudoquadroides
Mycetophila pseudoquadroides är en tvåvingeart som beskrevs av Loïc Matile 1967. Mycetophila pseudoquadroides ingår i släktet Mycetophila och familjen svampmyggor. Inga underarter finns listade i Catalogue of Life.